# Српска ћирилица
Српска ћирилица (вуковица или Вукова ћирилица) је адаптација ћирилице за српски језик, коју је 1811. године уобличио српски лингвиста Вук Стефановић Караџић. Писмо се користи у српском и бошњачком језику. Незнатно измијењени облик се користи у црногорском језику.
Караџић је српску ћирилицу засновао на претходном „славеносрпском” писму, по принципу „пиши као што говориш, а читај као што је написано”, уклањајући застарјела слова и слова која представљају јотоване самогласнике, уводећи слово Ј из латинице умјесто њих, и додајући неколико сугласника за специфичне звуке у српској фонологији. Хрватски лингвиста Људевит Гај 1835. године, водећи се истим принципима, уобличио је хрватску латиницу заснивајући је на чешкој латиници.
Правопис српског језика одређује ћирилицу као примарно писмо док правопис бошњачког језика одређују равноправну употребу ћирилице и латинице. Српску ћирилицу су као основ за македонску ћирилицу користили Крсте Мисирков и Венко Марковски.

## Званична употреба
Српска ћирилица је према уставу Србије службено писмо. Устав Босне и Херцеговине се не бави службеним писмом, док устави оба ентитета, Устав Републике Српске и Устав Федерације Босне и Херцеговине одређују једнаку употребу ћириличног и латиничног писма. Српски језик у Хрватској је званичној признат као мањински језик; међутим, употреба ћирилице у двојезичким натписима изазвала је протесте и вандализме.
Ћирилица је важан симбол српског националног идентитета. Иако је у Србији ћирилица званично писмо, према истраживању из 2014. године, 47% становништва пише латиницом, а 36% ћирилицом.

## Писмо
На сљедећој табели налазе велика и мала слова српске ћирилице, заједно са симболима међународне фонетске абецеде:
| Ћирилица | МФА |
| -------- | --- |
|          |     |
|          |     |
|          |     |
|          |     |
|          |     |
|          |     |
|          |     |
|          |     |
|          |     |
|          |     |
|          |     |
|          |     |
|          |     |
|          |     |
|          |     |

| Ћирилица | МФА |
| -------- | --- |
|          |     |
|          |     |
|          |     |
|          |     |
|          |     |
|          |     |
|          |     |
|          |     |
|          |     |
|          |     |
|          |     |
|          |     |
|          |     |
|          |     |
|          |     |

## Рана историја

### Старословенска азбука
Према традицији, глагољицу су створили византијски хришћански мисионари и браћа Ћирило и Методије шездесетих година 9. вијека, током покрштавања Словена. Глагољица је изгледа старија, настала је прије увођења хришћанства, а Ћирило ју је само формализовао и проширио тако да покрије негрчке гласове. Ћирилицу је створио Ћирилов ученик по налогу бугарског кнеза Бориса I, вјероватно у Преславској књижевној школи деведесетих година 9. вијека.
Најранији облик ћирилице био је „устав”, заснован на грчком унцијалном писму, ојачан лигатурама и словима из глагољице која нису постојала у грчком писму. Није постојала разлика између великих и малих слова. Књижевни словенски језик био је заснован на дијалекту македонских Словена из околине Солуна.

### Средњовјековна српска ћирилица
Дио српске књижевне баштине из средњег вијека су дјела као што су Вуканово јеванђеље, Законоправило, Душанов законик, Минхенски псалтир и остали. Прва књига штампана на српском је Цетињски октоих, штампана 1494. године.

## Вукова реформа
Вук Стефановић Караџић одлази из Србије током Српске револуције 1813. године у Беч. Ту се среће са Јернејем Копитаром, лингвистом који се бавио славистиком. Копитар и Сава Мркаљ помогли су Вуку да реформише српски језик и његов правопис. Вук је своју реформу ћирилице извео приликом објављивања Српског рјечника 1818. године.
Вук је реформисао српски књижевни језик и стандардизовао српску ћирилицу пратећи строге фонетске принципе модела Јохана Кристофа Аделунга и чешке латинице Јана Хуса. Караџићева реформа осавременила је и удаљила српски књижевни језик од српског и руског црквенословенског језика, приближавајући га обичном народном говору, одређеније, источнохерцеговачком дијелекту којим је он говорио. Караџић је, заједно са Ђуром Даничићем, био главни српски потписник Бечког књижевног договора 1850. године, који је, охрабрен од тадашњих аустријских власти, поставио темеље српском језику, који у различитим облицима данас говоре Срби у Србији, Црној Гори, Босни и Херцеговини и Хрватској. Караџић је превео Нови завјет на српски, а превод је објављен 1868. године.
Написао је неколико књига; „Мала простонародна славено-сербска песнарица” и „Писменица сербскога језика” 1814, и још двије 1815. и 1818, све су садржале стару ћирилицу. У својим писмима из периода 1815—1818. још увијек користи слова Ю, Я, Ы и Ѳ. У књизи „Народна сербска песнарица” 1815. године избацио је слово Ѣ.
Вукова реформа српског језика и стандардизација српске ћирилице званично је призната 1868. године, четири године након његове смрти.
Из старословенске азбуке Вук је задржао сљедећа 24 слова:
|  |  |  |  |  |  |  |  |
|  |  |  |  |  |  |  |  |
|  |  |  |  |  |  |  |  |

Њима је додао једно из латинице:
|  |

И пет нових:
| Љ љ | Њ њ | Ћ ћ | Ђ ђ | Џ џ |

Избацио је сљедећа слова:
| Ѥ ѥ (је) | Ѣ, ѣ (јат) | І ї (и) | Ѵ ѵ (и)  | Ѹ ѹ (у)  | Ѡ ѡ (о)  | Ѧ ѧ (мали јус) | Ѫ ѫ (велики јус)     | Ы ы (јери, тврдо и) |          |
| Ю ю (ју) | Ѿ ѿ (от)   | Ѳ ѳ (т) | Ѕ ѕ (дз) | Щ щ (шт) | Ѯ ѯ (кс) | Ѱ ѱ (пс)       | Ъ ъ (тврди полуглас) | Ь ь (меки полуглас) | Я я (ја) |

## Савремена историја

### Аустроугарска
Законску одредбу против ћирилице још у Аустријском царству, прво је донијела Марија Терезија (1740—1780). Тада је бечки двор издао наредбу да се у српским школама уведе искључиво латиница. Царица Марија Терезија је убрзо морала да повуче ту уредбу, јер се томе одлучно супротставила православна црква и српски народ. Одмах послије ње и цар Франц Јозеф (1848—1916) донио је сличну уредбу, али ју је и он још брже повукао због поновних жестоких протеста Срба.
Током Првог свјетског рата ћирилицу су аустроугарске окупационе власти званично забраниле на простору данашње Хрватске, Босне и Херцеговине, Црне Горе и Србије, а у школе су довођени учитељи из Аустроугарске (у највећем броју Хрвати) да предају српској дјеци у школама искључиво на латиници.
Хрватски сабор је 13. октобра 1914. године донио одлуку о забрани ћирилице у Хрватској и Славонији. У наставку овог похода 11. новембра 1915. године и Босанско-херцеговачки сабор донио је одлуку о забрани ћирилице у Босни и Херцеговини. Том приликом Стјепан Саркотић, гувернер Босне и Херцеговине, у Сабору је рекао да „Срби у БиХ са својим ћириличним писмом представљају непријатељско тијело истока у борбеној зони запада”.

### Други свјетски рат

#### Независна Држава Хрватска
У Другом свјетском рату у Независној Држави Хрватској ћирилица је била забрањена једним од првих закона који је донио усташки режим у Загребу. 21. априла 1941. године објављена је „Законска одредба о забрани ћирилице”, коју је потписао Анте Павелића. Ступила је на снагу 25. априла 1941. године (11 дана након проглашења НДХ). Штампана је за јавност у загребачким „Народним новинама” бр. 11 од 25. априла 1941. и имала је само два члана:

— 
Прва наредба усташких власти била је у Босанском Новом „да се премазују сви натписи ћирилицом на трговачким радњама и гостионама“, а другом наредбом је збрисана употреба ћирилице у црквеном пословању.
У мржњи према ћирилици у Босни, усташе су ишле тако далеко да су уништавали летке које су Нијемци штампали ћирилицом.
Забрана ћирилице у јавној и приватној употреби у Независној Држави Хрватској трајала је све до њене пропасти маја 1945. године.

### Југославија
Српска ћирилица је било једно од два писма званичних језика у Краљевини Југославији и Социјалистичкој Федеративној Републици Југославији још од 1918. године.
Распадом Југославије деведесетих година 20. вијека, језичке норме из којих је настао српскохрватски језик су се поново одвојиле и ћирилица више није била званично писмо у Хрватској, док је у Србији, Црној Гори и Босни и Херцеговини остала званично уставно писмо.

## Посебна слова
Лигатуре Љ и Њ, заједно са словима Џ, Ђ и Ћ, развијене су посебно за српску ћирилицу.
- Караџић је засновао слова Љ и Њ на дизајну Саве Мркаља, комбинујући слова Л и Н са Ь (меким полугласом).
- Караџић је засновао слово Џ на слову [17]) из румунске ћирилице.
- Ћ је Караџић усвојио представљајући безвучни палатални африкат. Слово је засновано на, али се разликује по изгледу, дванаестом слову глагољице Ђерв; то слово је дио српске писмености од 12. вијека, представљајући гласове , / и .
- Караџић је прихватио дизајн Лукијана Мушицког за слово Ђ. Засновано је на слову Ћ, које је Караџић прилагодио.
- Ј је усвојио из латинице. Ни Караџић ни његови противници нису били свесни да се слово Ј већ раније користило у српским ћириличким рукописима 18. и 19. века и то преузето из руске ћирилице - брзописа 18. века, у складу са великим утицајем руске културе на Србе у Војводини нарочито од треће деценије 18. века, када се отварањем рускословенске школе у Сремским Карловцима 1726. рускословенски језик и правопис још снажније почео ширити потискујући дотадашњи српскословенски језик и традицију.[18]

Слова Љ, Њ и Џ су касније прихваћена и у македонској ћирилици.

## Разлике од осталих ћириличких писама
Српска ћирилица не користи неколико слова која се користе у осталим словенским ћирилицама. Не користи тврди полуглас (Ъ) и меки полуглас (Ь), али се меки полуглас користи као дио лигатуре. Нема руског и бјелоруског слова Э, полусамогласника Й или Ў, ни јотованих слова Я (руски и бугарски), Є (украјински), Ї (украјински), Ё (руски) и Ю (источнословенски и бугарски), умјесто којих се користе по два одвојена слова: Ja, Je, Jи, Jo, Jy. Слово Ј може бити кориштено као полусамогласник, умјесто Й. Слово Щ се не користи, када је потребно може се транскрибовати као Шч или Шт.
Курзивни облик српских и македонских ћириличких малих слова б, г, д, п и т, разликује се од оних који се користе у другим ћириличким писмима (у српској ћирилици мало слово ш може бити подвучено, док то у македонској ћирилици није случај). То представља препреку у Уникод кодирању, јер се слова разликују само у курзивним облицима, а историјски некурзивна слова се користе на истим позицијама. Српска професионална типографија користи фонтове посебно створене за језик као би се овај проблем превазишао, али текстови штампани са обичних рачунара чешће садрже источноевропске, а рјеђе српске курзивне глифове. Ћирилички фонтови са Адоба, Виндовса (Виста и новији) и неколико других фонтовних породица садрже српске варијанте (и обичну и курзивну).
Ако основни фонт и веб технологија пружају подршку, прави глифови могу се добити обиљежавањем текста одговарајућим језичким кодовима. Тако, у некурзивном облику, добијамо:
- <span lang="sr">бгдпт</span>, даје бгдпт, исто (изузев облика б) као
- <span lang="ru">бгдпт</span>, даје бгдпт

Курзивни облик:
- <span lang="sr" style="font-style: italic">бгдпт</span> даје бгдпт и
- <span lang="ru" style="font-style: italic">бгдпт</span> даје бгдпт.

С обзиром да Уникод уједначава различите знакове у истом писму,  locl (locale) подршка мора приказати тачну варијанту. Програми као Мозила фајерфокс, Либреофис (тренутно само на Линуксу) и још неки обезбјеђују потребну OpenType подршку. Кренући од CSS 3, веб аутори такође морају користити ово: font-feature-settings: 'locl';. Наравно, фонтске породице као GNU FreeFont, DejaVu, Ubuntu, Microsoft "C*" фонтови са Виндоус висте и новијих верзија ОС морају се користити.

## Ћирилички домен Србије
Званични ћирилички интернет домен Србије је .срб. Регистрација је почела 27. јануара 2012.